# Poison (chanson de Prodigy)
Pour les articles homonymes, voir Poison (homonymie).
Singles de Prodigy
Voodoo People
(1994) Firestarter
(1996)
Clip vidéo
[vidéo] « Poison », sur YouTube
Poison est une chanson du groupe britannique Prodigy extraite de leur album Music For the Jilted Generation sorti le 4 juillet 1994. Ce sera le quatrième et dernier single de cet album.
Publiée en single huit mois après la sortie de l'album, le 6 mars 1995, cette chanson a débuté à la 15e place au Royaume-Uni.

## Classements
| Classement (1995)              | Meilleure position |
| ------------------------------ | ------------------ |
| Royaume-Uni (UK Singles Chart) | 15                 |